# Еланка (Якутия)
Ела́нка (якут. Еланка) — село в Хангаласском улусе Республики Саха (Якутия) России. Входит в состав Мальжагарского 2-го наслега.

## География
Село находится на юге центральной части Якутии, на левом берегу реки Лена, на расстоянии примерно 52 км (по прямой) к юго-западу от города Покровск, административного центра улуса. Абсолютная высота — 130 м над уровнем моря.
Климат
Климат характеризуется как резко континентальный. Средняя температура воздуха самого тёплого месяца (июля) составляет 19 °C; самого холодного (января) — −40 °C. Среднегодовое количество атмосферных осадков составляет 200—350 мм.
Часовой пояс
Село Еланка находится в часовой зоне МСК+6. Смещение применяемого времени относительно UTC составляет +9:00.

## Население
| 2002 | 2010 | 2021 |
| ---- | ---- | ---- |
| 15   | ↘11  | →11  |

Половой состав
По данным Всероссийской переписи населения 2010 года, в гендерной структуре населения мужчины составляли 45,5 %, женщины — соответственно 54,5 %.
Национальный состав
Согласно результатам переписи 2002 года, в национальной структуре населения русские составляли 67 % из 15 чел.

## Улицы
| - ул. Братьев Соколовых, - ул. Ивана Голокова, | - ул. Студенческая, - ул. Ямщицкая. |

## Туризм
Неподалёку от села расположена турбаза. Выше села по реке Лена — скалы, популярные среди скалолазов.